# Суппо I
Суппо (Суппон) I (итал. Suppo (Suppone) I; ум. 25 марта 824) — граф Брешиа, Пармы, Пьяченцы, Модены и Бергамо в 817, императорский посланец в Италии с ок. 817, герцог Сполето с 822, родоначальник династии Суппонидов.

## Биография
Суппо имел франкское происхождение. Впервые он упоминается в 814 году как граф дворца (пфальцграф) в Итальянском королевстве. В 817 году он упоминается как граф Брешиа, Пармы, Пьяченцы, Модены и Бергамо. В том же году он вместе с епископом Вероны Ратальдом был императорским посланцем в (лат. missus dominicus) в Италии.
В июне 817 года император Людовик I Благочестивый, желая закрепить наследственные права своих сыновей на Франкское государство, составил Акт «О порядке в Империи» (Ordinatio imperii), в котором наделял своего старшего сына Лотаря I большими владениями и титулом соправителя, а младших сыновей — Пипина и Людовика — назначал подчинёнными королями. Обнародование Ordinatio Imperii в июле 817 года на сейме в Ахене вызвало недовольство короля Италии Бернарда, который в документе не был упомянут и чей статус как правителя стал неопределённым. К тому же среди ближайшего окружения короля Италии было много лиц из числа тех, кого император Людовик в последнее время отстранил от своего двора. Советники Бернарда начали подбивать его принять срочные меры для закрепления за собой отцовского наследства. Бернард поддался на их уговоры и осенью начал подготовку к процедуре принесения его подданными присяги ему, а не Лотарю, как того требовал император. Об этом узнали Суппон и Ратальд, которые поспешили послать сообщение императору, преувеличив масштабы заговора. Бернард был схвачен и смещён с поста короля, также были арестованы его советники. Италия была передана Лотарю. Благодаря своему участию в раскрытии заговора Бернарда Суппо стал пользоваться большим влиянием при дворе императора Людовика.
В 822 году умер герцог Сполето Винигис. На его место был поставлен Суппо.
Суппо умер марте 824 года. Новым герцогом Сполето был назначен не один из его сыновей, а Адалард, однако он правил всего 5 месяцев, после чего Сполето вернулось к Суппонидам.

## Брак и дети
Имя жены Суппо неизвестно. На основании имени одного из сыновей Суппо считается, что она имела лангобардское происхождение. Известны следующие дети Суппо:
- Марино (ум. в августе/сентябре 824), граф Брешиа с 822, герцог Сполето с августа 824
- Адельгис I (ум. после 861), граф Пармы, герцог Сполето с августа/сентября 824